# Ла-Корн-ан-Вексен
Ла-Корн-ан-Вексен (фр. La Corne en Vexin) — муніципалітет у Франції, у регіоні О-де-Франс, департамент Уаза. Ла-Корн-ан-Вексен утворено 1 січня 2019 року шляхом злиття муніципалітетів Буассі-ле-Буа, Енанкур-ле-Сек i Ардівілле-ан-Вексен. Адміністративним центром муніципалітету є Енанкур-ле-Сек. Населення — 544 особи (01.01.2021).